# مصطفی غنیان
مصطفی غنیان (زاده ۳ تیر ۱۳۶۲ در مشهد - درگذشته ۲۶ خرداد ۱۳۸۸  در سعادت آباد تهران) از کشته شدگان تظاهرات‌ها و اعتراض‌های مردمی در تهران پس از انتخابات در ایران است.

## شرح قتل
مصطفی غنیان دانشجوی مقطع کارشناسی کشاورزی دانشگاه رودهن که در شامگاه ۲۶ خرداد در حالی که روی پشت بام ساختمان در حال سر دادن بانگ «الله اکبر» بود، به ضرب گلوله به قتل رسید.

## آرامگاه

سنگ مزار مصطفی غنیان

جنازه وی به مشهد (زادگاه وی) انتقال و در قطعه ۱۵۷ گورستان صحن قدس حرم امام‌رضا به خاک سپرده شد.